# Oumba
Pour la localité, voir Oumba (Russie).
L'Oumba (en russe : Умба) est un fleuve côtier de 123 km de long qui coule au sud de la péninsule de Kola en Russie (oblast de Mourmansk).

## Géographie
Le fleuve est un émissaire du lac Oumbozero, situé 100 km au nord-est de Kandalakcha, entre les montagnes du massif des Khibiny et du massif du Lovozero sur la péninsule de Kola. De sa source, il coule vers le sud à travers un paysage de forêts et de collines. Le cours du fleuve est ponctué de nombreux rapides et traverse plusieurs lacs dont le plus grand est le lac Kanozero par lequel l'Oumba reçoit les eaux de deux affluents substantiels, la Mouna et la Kana.
Au débouché du lac Kanozero, le fleuve est séparé en deux bras distincts, la Kitsa et la Rodvinga, distants d'environ 5 kilomètres. La Rodvinga se divise à son tour pour former un troisième bras appelé la Nizma. La Kitsa et la Rodvinga se jettent dans le lac Pontchozero, au-delà duquel le fleuve est de nouveau appelé Oumba, rejoint quelques kilomètres en aval, par la Nizma.
Le fleuve débouche dans le golfe de Kandalakcha au niveau de la commune urbaine d'Oumba.
Son affluent principal est la Viala, émissaire du lac Vialozero, qui conflue avec l'Oumba 15 km avant son embouchure sur la mer Blanche.
Le fleuve est pris dans les glaces à partir de la fin du mois de novembre ou du début du mois de décembre. Le dégel a lieu en avril ou en mai.

## Hydrométrie - Les débits mensuels à Païalka
Le débit de l'Oumba a été observé pendant 63 ans (de 1930 à 1992) à Païalka, petite localité située à 3,7 kilomètres de son embouchure dans la mer Blanche.
Le débit inter annuel moyen ou module observé à Païalka durant cette période était de 79,9 m3/s pour une surface de drainage de 6 920 km2, soit la quasi-totalité du bassin versant du fleuve qui en compte 6 950.
La lame d'eau écoulée dans ce bassin versant se monte ainsi à 364 millimètres par an, ce qui peut être considéré comme élevé, et correspond aux mesures effectuées sur d'autres cours d'eau de la péninsule de Kola.
Fleuve alimenté en partie par la fonte des neiges, mais aussi par les pluies d'été et d'automne, l'Oumba est un cours d'eau de régime nivo-pluvial.
Les hautes eaux se déroulent au printemps et au début de l'été, aux mois de mai, de juin et de juillet, ce qui correspond au dégel et à la fonte des neiges. En juillet puis en août, le débit baisse mais modérément, puis se stabilise à un niveau assez élevé tout au long du reste de l'été, puis de l'automne. Le débit chute à nouveau en novembre et en décembre, ce qui constitue l'entrée en période des basses eaux, laquelle a lieu de décembre à avril inclus. Cette saison de basses eaux correspond aux gelées qui envahissent toute la Russie et notamment le nord-ouest de celle-ci.
Le débit moyen mensuel observé en mars (minimum d'étiage) est de 28,7 m3/s, soit plus ou moins 18 % du débit moyen du mois de juin (154 m3/s), ce qui montre des variations saisonnières peu élevées, du moins dans le contexte de la Russie, pays où les écarts saisonniers sont souvent fort importants. Sur la durée d'observation de 63 ans, le débit mensuel minimal a été de 15,7 m3/s en mars 1942, tandis que le débit mensuel maximal s'élevait à 252 m3/s en mai 1992.
En considérant la seule période libre de glaces (de juin à octobre inclus), le débit mensuel minimal observé a été de 36 m3/s en octobre 1960, ce qui restait assez confortable.

## Économie

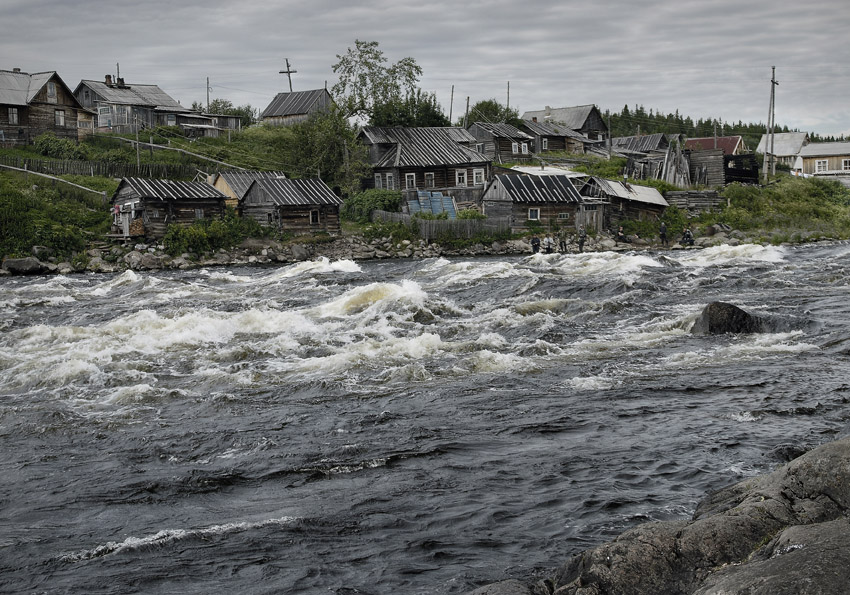
L'Oumba à Oumba

L'Oumba est réputée pour la pratique de la pêche sportive au saumon atlantique. Avec la Varzouga, le fleuve fut l'un des premiers de la péninsule de Kola à être ouvert aux pêcheurs étrangers au début des années 1990, entraînant le développement d'une infrastructure touristique essentiellement tournée vers la pêche.
Récemment, cependant, le nombre de prises de saumon a chuté, conséquence du braconnage par la population locale — qui connaît un taux de chômage important atteignant 90 % à Oumba — et aggravé par le fait que le fleuve est bordé par des routes carrossables qui rendent ses berges facilement accessibles.
L'Oumba est également utilisée pour le flottage du bois.